# Selinum
Selinum es un género  de plantas herbáceas perteneciente a la familia de las apiáceas.    Comprende 260 especies descritas y de estas, solo 5 aceptadas.

## Taxonomía
El género fue descrito por Carlos Linneo y publicado en Species Plantarum, Editio Secunda 1: 350. 1762. La especie tipo es:	Selinum carvifolia (L.) L.	

## Especies
A continuación se brinda un listado de las especies del género Selinum aceptadas hasta septiembre de 2012, ordenadas alfabéticamente. Para cada una se indica el nombre binomial seguido del autor, abreviado según las convenciones y usos.
- Selinum capitellatum (A. Gray) Benth. & Hook. f.
- Selinum carvifolia (L.) L.
- Selinum cryptotaenium H. Boissieu
- Selinum longicalycinum M.L. Sheh
- Selinum wallichianum (DC.) Raizada & H.O. Saxena